# Falster
Falster és una illa del sud de Dinamarca, amb 513,7 km² d'àrea i 43.530 habitants, un 40% dels quals en la principal ciutat, Nykøbing Falster. És la cinquena illa més gran del país, després de Sjælland, Fiònia, Lolland i Bornholm. S'hi troba el punt més meridional del país, al poble de Gedser.
Falster està connectada amb Sjælland, l'illa major de Dinamarca, pels ponts de Farø, que són part de la carretera europea E47 que uneix Copenhaguen al nord i Lübeck al sud.